# Ћук
Ћук (лат. Otus scops) мала је врста птице из породице правих сова. Заступљена је по рубовима шума, где се шуме спајају са ливадама и пропланцима. Мале рупе у дрвећу и грађевинама су места у којима се гнезди, ту често проводи дан, мада дрема и на некој грани уз стабло. Претежно се храни великим инсектима (зрикавци, тврдокрилци, ноћни лептири итд.), мада воли понекад да улови по којег ситног глодара или сисара, птицу, гмизавца или водоземца. Ћук је типична селица. Гнезди се у јужној Европи, западној и средњој Азији, а у септембру креће на дуг пут до југа Африке, да би се у априлу поново вратио на исту територију, и у исту рупу у коју се гнезди.

## Опис
Перје ћука је сиво-смеђе боје, прошарано попут коре дрвета у чијим се дупљама и гнезди. Дугачак је 19—21 cm, са распоном крила 47—54 cm. Има два издигнута чуперка на глави, која подсећају на уши. Активан је ноћу, када се оглашава на карактеристичан начин. То његово оглашавање звучи као кратко „ћу“ у једнаким временским интервалима од неколико секунди. Може се чути с пролећних вечери по парковима и шумарцима и око насеља. Храни се претежно инсектима и мањим сисарима и птицама. Гнезди се у дупљи дрвета, где полаже 3-6 јаја. Ћук је током прве половине 20. века био типична птица долина и низина, али и брдских станишта у централној Србији. У Војводини је сматран ретком врстом, а једина позната гнездилишта била су Фрушка гора и Вршачке планине. Почетком 21. века гнезди се у свим регионима Србије, а процењује се да популација благо расте. Већина популације гнезди се у низијама, побрђу и брдским пределима Србије јужно од Саве и Дунава. У Војводини изостаје из већег дела Баната и Бачке. Најбројнији је у мозаичним пределима са шумским забранима, старим воћњацима, живицама и усамљеним стаблима, а редовно се гнезди у вртовима и парковима унутар насеља.
Ћук важи за најчешћу сову у Србији уз утину.

## Галерија
- Јаја ћука (Otus scops)